# روزی از روزهای کریسمس با میکی ماوس
روزی از روزهای کریسمس با میکی ماوس (به انگلیسی: Mickey's Once Upon a Christmas) یک گلچین فیلم‌های ویدئویی متحرک کمدی کریسمس در سبک فانتزی است که در سال ۱۹۹۹ توسط والت دیزنی تلویزیون انیمیشن منتشر شد.
این فیلم شامل سه داستان است: «دونالد داک: گیر در کریسمس» (شامل دونالد داک، دیزی داک، اسکروج مک‌داک و هیوی، دیویی و لویی)، «کریسمس بسیار گوفی» (شامل گوفی، مکس گوف، پیت و پسران بیگل) و «هدیه میکی و مینی از مگی» (شامل میکی ماوس، مینی ماوس و پلوتو). دیگر شخصیت‌های دیزنی نیز در این فیلم ظاهر می‌شوند.
این فیلم جایزهٔ بهترین فیلم انیمیشن در پنجمین جشنوارهٔ فیلم انیمیشن کچکمت در سال ۱۹۹۹ شد. ادامه‌ای با عنوان بار دوم در روزهای کریسمس میکی، در ۲۰۰۴ منتشر شد.